# Thérèse (Seychellen)

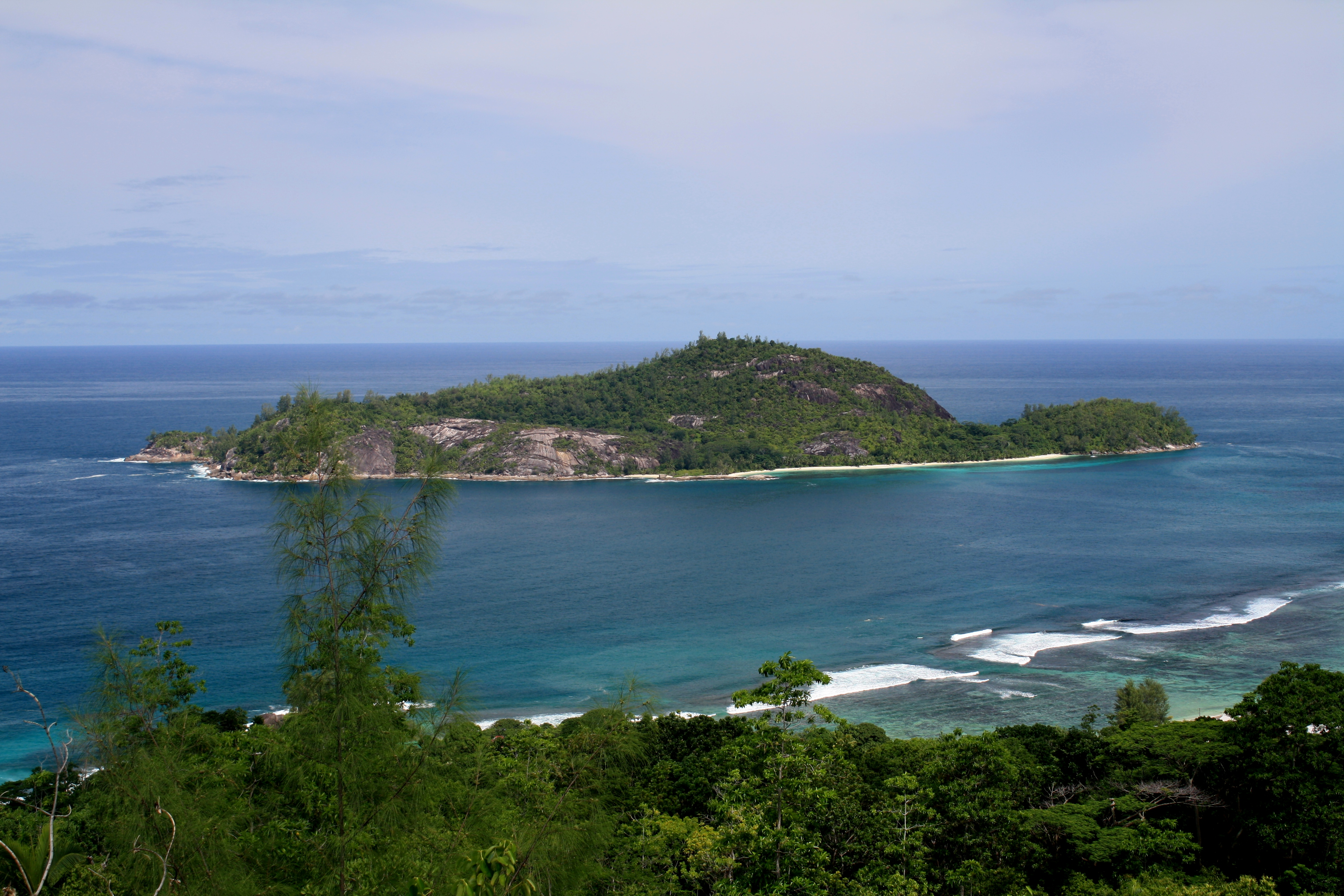
Thérèse

Thérèse is een klein (179 are) eiland ten westen van Mahé, het hoofdeiland van de Seychellen. Het heeft mooie, witte stranden en meerdere palmbomen. Er zijn twee rotspieken, waarvan de hoogste 525 meter boven het zeeniveau uitstijgt. Aan de zuidkust van Thérèse bevindt zich een rif.
Het eiland is onbewoond, maar wordt wel door toeristen bezocht. De omgeving is een populaire plek om te snorkelen.